# Emily Godley
Emily Victoria Godley (Farnborough, 22 de octubre de 1989) es una deportista británica que compite en halterofilia.
Ganó dos medallas en el Campeonato Europeo de Halterofilia, oro en 2021 y plata en 2019, ambas en la categoría de 71 kg.

## Palmarés internacional
| Campeonato Europeo | Campeonato Europeo | Campeonato Europeo | Campeonato Europeo |
| Año                | Lugar              | Medalla            | Categoría          |
| ------------------ | ------------------ | ------------------ | ------------------ |
| 2019               | Batumi (Georgia)   | Medalla de plata   | 71 kg              |
| 2021               | Moscú (Rusia)      | Medalla de oro     | 71 kg              |